# Anatolij Albul
Anatolij Michajlovič Albul (in russo Анатолий Михайлович Албул?; Leningrado, 1º giugno 1936 – San Pietroburgo, 13 agosto 2013) è stato un lottatore sovietico, specializzato nella lotta libera.

## Biografia
Vinse la medaglia d'oro ai nei pesi medio-massimi alla Coppa del Mondo di Sofia 1958.
Rappresentò l'Unione Sovietica ai Giochi olimpici estivi di Roma 1960, vincendo la medaglia di bronzo nel torneo dei pesi medio-massimi, alle spalle del turco İsmet Atlı e dell'iraniano Gholam Reza Takhti.
Divenne vicecampione iridato a Sofia 1963.

## Palmarès
| Anno | Manifestazione  | Sede  | Evento                      | Risultato | Note |
| ---- | --------------- | ----- | --------------------------- | --------- | ---- |
| 1960 | Giochi olimpici | Roma  | Pesi medio-massimi (−87 kg) | Bronzo    |      |
| 1963 | Mondiali        | Sofia | Pesi medio-massimi (−87 kg) | Argento   |      |

### Altre competizioni internazionali
1958
- Oro nei pesi medio-massimi (−87 kg) alla Coppa del Mondo (Sofia)